# AGM-169 Joint Common Missile
AGM-169 Joint Common Missile (JCM) là một tên lửa không đối đất chiến thuật được phát triển bởi hãng Lockheed Martin của Hoa Kỳ.

## Khái quát
AGM-169 JCM được thiết để thay thế cho các tên lửa AGM-114 Hellfire và AGM-65 Maverick. Bộ tìm kiếm của nó sử dụng sự kết hợp cách mạng giữa hệ dẫn bằng laze bán chủ động, dẫn hướng bằng sóng ngắn, và dẫn bằng hồng ngoại giống với loại tên lửa chống tăng FGM-148 Javelin. Điều đó cho phép có khả năng tin cậy hơn sau khi bắn. Tên lửa cũng có tầm hoạt động lớn hơn và có độ chính xác hơn. Một hệ thống an toàn trên tên lửa cho phép các máy bay của hải quân có thể quay lại tàu mà không cần phải đẩy đạn dược ra.

## Sự phát triển
Sự phát triển của tên lửa loại này đã bị tạm ngừng vào tháng 9 năm 2004. Gần đây, Quốc hội Hoa Kỳ đã bắt đầu xem xét để khởi động lại chương trình phát triển tên lửa loại này. 
Tên lửa JCM đã được kiểm tra kết hợp với trực thăng AH-64 Apache.

## Thông số kỹ thuật
- Động sơ: động cơ rốc két
- Khối lượng khi phóng: 49 kg
- Chiều dài: 1,775 m
- Đường kính 0,178 m
- Sải cánh: 0,325 m
- Tốc độ:
- Tầm hoạt động: > 28 km
- Dẫn hướng: Laze bị động, ảnh hồng ngoại, rada bán chủ động
- Sử dụng cho các loại máy bay: AH-64 Apache, F/A-18 Hornet, F-16, F-15 Eagle, F-35, A-10, AH-1 Cobra, và các loại khác

## Hoạt động
- Hoa Kỳ